# Striae medullares

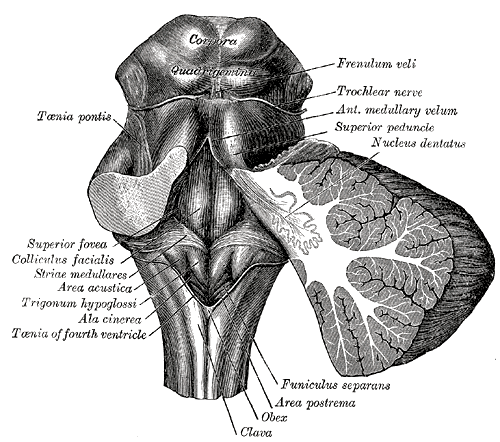
Die Striae medullares des 4. Ventrikels

Als Striae medullares  (v. lat. stria „Vertiefung, Rille“, medulla „Mark“) werden streifenförmige anatomische Strukturen im Mark einiger Organe bezeichnet. Im Gehirn erscheinen sie durch die starke Myelinisierung der durchlaufenden Nervenfasern als weiße Substanz.

## Striae medullares des 4. Ventrikels
Die  Striae medullares ventriculi quarti (auch Striae acusticae posteriores) sind Faserstrukturen des Hirnstamm und liegen an der vorderen (rostralen) Wand des 4. Ventrikels, welche durch die hintere (dorsale) Fläche der Brücke (Pons) gebildet wird. Durch sie laufen Hörnervenfasern aus dem hinteren Hörkern (Nucleus cochlearis dorsalis) zum Sulcus medianus im Rautenhirn, wo sie sich der lateralen Schleife (Lemniscus lateralis) anschließen.

## Striae medullares des Thalamus
Die Striae medullares thalami sind Faserstrukturen des Zwischenhirns (Diencephalon) und ziehen entlang dem Thalamus zum Epithalamus. Dadurch verlaufen unter anderem die Afferenzen aus dem Riechhirn zu den Ncll. habenulares (Habenulakerne).